# Hermosa, Bataan
Hermosa là một đô thị cấp hai ở tỉnh Bataan, Philippines. Theo điều tra dân số năm 2015, đô thị này có dân số 65.862 người trong.

## Các đơn vị hành chính
Hermosa, về mặt hành chính, được chia thành 23 khu phố (barangay).
| - A. Rivera (Pob.) - Almacen - Bacong - Balsic - Bamban - Burgos-Soliman (Pob.) - Cataning (Pob.) - Culis - Daungan (Pob.) - Mabiga - Mabuco - Maite | - Mambog - Mandama - Palihan - Pandatung - Pulo - Saba - San Pedro (Pob.) - Santo Cristo (Pob.) - Sumalo - Tipo - Judge Roman Cruz Sr. (Mandama) - Sacrifice Valley |